# Viện toán ứng dụng Keldysh
Viện toán ứng dụng Keldysh (tiếng Nga: Институт прикладной математики им. М.В.Келдыша) trực thuộc Viện hàn lâm khoa học Nga là viện khoa học trong lĩnh vực tính toán và toán học.
Viện có trụ sở đặt tại Moskva, Liên bang Nga. 
Viện được đặt theo tên nhà toán học Mstislav Keldysh, được thành lập năm 1966 là kết quả của việc tách ra từ viện toán nổi tiếng của Nga là Viện toán Steklov. Đóng vai trò như là một phần của Viện toán Steklov từ ngày thành lập viện toán ứng dụng Keldysh đã thực hiện nhiều nghiên cứu nổi bật trong lĩnh vực khám phá không gian: năm 1953 viện đề xuất phương pháp hạ cánh tàu vũ trụ hình cầu, phương pháp này được sử dụng vào ngày 12 tháng 4 1961 giúp nhà du hành vũ trụ Yuri Gagarin trở về Trái Đất an toàn, và vào năm 1957 quỹ đạo của Sputnik 1 đã được tính toán sử dụng máy tính tính toán dữ liệu quan trắc optical observation.